# Skull Ring
Skull Ring – czternasty album solowy Iggy’ego Popa wydany w 2003 roku.

## Lista utworów
1. Little Electric Chair (z The Stooges)
2. Perverts in the Sun (z The Trolls)
3. Skull Ring (z The Stooges)
4. Superbabe (z The Trolls)
5. Loser (feat. The Stooges)
6. Private Hell (z Green Day)
7. Little Know It All (z Sum 41)
8. Whatever (feat. The Trolls)
9. Dead Rock Star (z The Stooges)
10. Rock Show (z Peaches)
11. Here Comes the Summer (z The Trolls)
12. Motor Inn (z Peaches)
13. Inferiority Complex (z The Trolls)
14. Supermarket (z Green Day)
15. 'Til Wrong Feels Right (z The Stooges)
16. Blood on Your Cool (z The Trolls)
17. Nervous Exhaustion (z The Trolls) [ukryty utwór]

## Twórcy
- Iggy Pop – wokal
- Ron Asheton – gitara
- Mike Watt – bas
- Scott Asheton – perkusja
- Steve MacKay – saksofon
- Alex Krist – perkusja
- Whitey Kirst – bas
- Pete Marshall – gitara
- Lloyd 'Mooseman' Roberts – gitara
- Billie Joe Armstrong – gitara
- Mike Dirnt – bas
- Tré Cool – perkusja
- Deryck Whibley – gitara
- Jason McCaslin – bas
- Steve Jocz – perkusja
- Peaches – wokal